# Snowy-Mountains-System

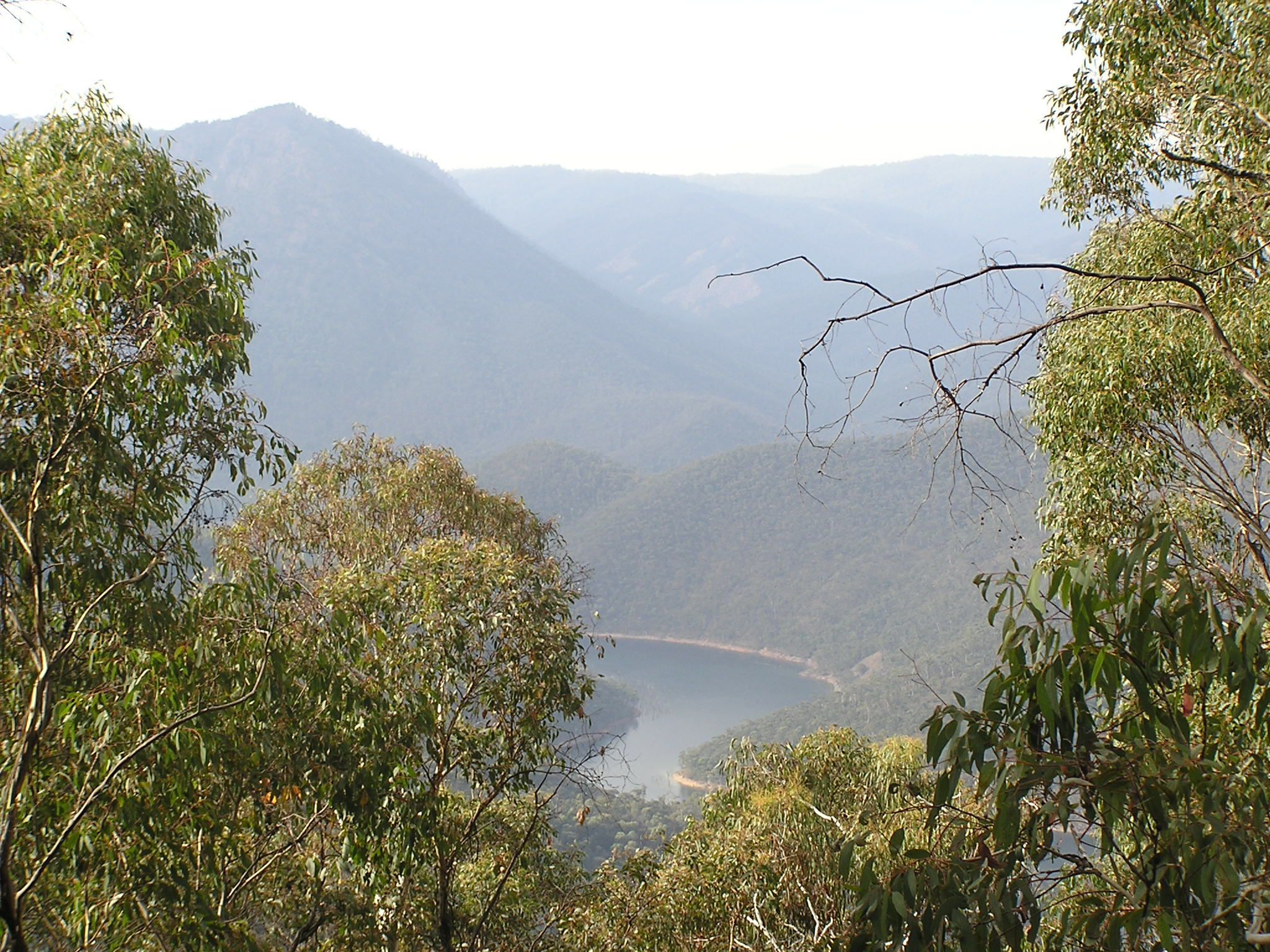
Talbingo-Stausee

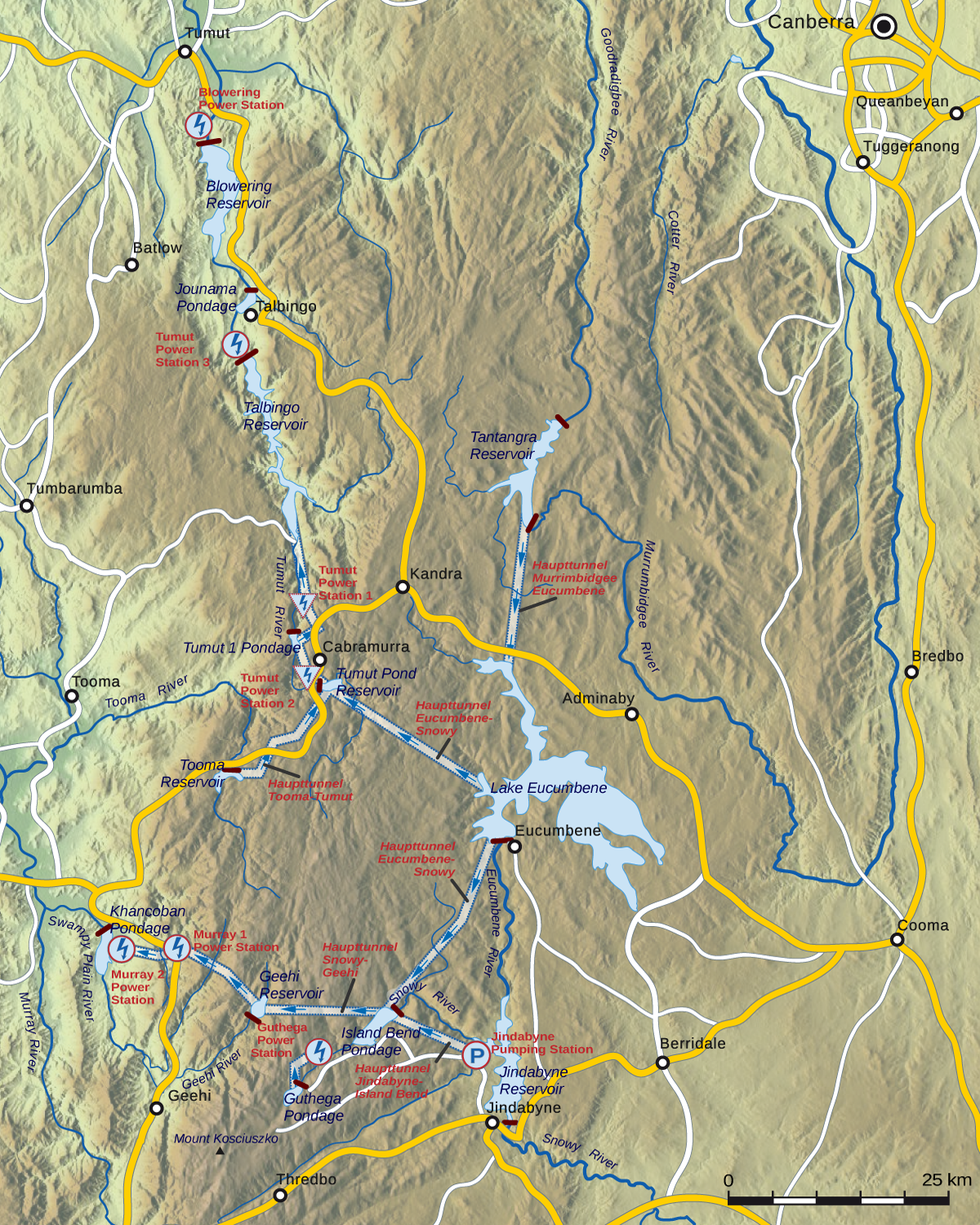
Übersichtskarte Snowy-Mountains-System

Das Snowy-Mountains-System (englisch Snowy Mountains Scheme) war ein staatliches Bauprojekt zur Sicherung der Strom- und Trinkwasserversorgung der australischen Hauptstadt Canberra in New South Wales sowie der Landbewässerung. Die Bauzeit eines der größten Stauwerke der Erde dauerte insgesamt 25 Jahre von 1949 bis 1974.
Das Wasser der Flüsse speist sich im Wesentlichen aus Schneefeldern der australischen Snowy Mountains. Dieses Wasser wird durch insgesamt 225 km Tunnel und Aquädukte geleitet und von 16 Dämmen aufgestaut. Es kann in sieben Wasserkraftwerken Strom mit einer Gesamtleistung von bis zu 3.740 Megawatt erzeugen und dient zur Bewässerung von 2.500 km² Land. Die Gesamtkosten bezifferten sich damals auf 800 Millionen Australische Dollar (AUD), die im Jahre 2004 einen Vergleichswert von 6 Milliarden AUD ergaben (etwa 4,5 Milliarden Euro). Zur Planung wurde in den Jahren von 1960 bis 1967 Snowcom, der erste Computer Australiens, eingesetzt.
1997 nahm die American Society of Civil Engineers das Snowy-Mountains-System in die List of International Historic Civil Engineering Landmarks auf.
Obwohl die Prinzipien der Elektrizitätsgewinnung aus Wasserkraft einfach sind, war dieses Projekt ein Meilenstein in Australiens nicht nur industrieller, sondern auch kultureller Entwicklung im 20. Jahrhundert. In diesem Projekt waren 100.000 Arbeiter aus 30 Ländern beschäftigt, die Australien für eine kulturelle Vielfalt öffneten.
Für die Australier ist das Snowy Mountains Scheme ein bedeutendes Symbol für ihre Identität als ein unabhängiges, multikulturelles und erfinderisches Land (englisch: „important symbol of Australia's identity as an independent, multicultural and resourceful country“). Als das sich in staatlichem Eigentum befindliche Snowy-Mountains-System in den Jahren 2005/2006 privatisiert werden sollte, protestierten zahlreiche Australier dagegen und der Verkauf wurde aufgegeben.

## Geschichte
In den Snowy Mountains lebten vor der Besiedlung durch die europäischen Kolonialisten in den frühen Jahren des 18. Jahrhunderts jahrtausendelang die Aborigines-Stämme Ngarigo, Walgalu und Southern Ngunnawal, die dort fischten und Tiere jagten. Die in den Snowy Mountains angesiedelten Stämme der Aborigines starben allerdings bis zum Ende des 19. Jahrhunderts durch Verdrängung aus ihren Lebensräumen und Auseinandersetzung mit den Siedlern aus. Der «letzte Aborigine der Snowy Mountains» starb im Jahre 1916 in der Umgebung von Cooma.
Die erste Nutzung des Snowy River durch die europäischen Kolonisatoren fand in den 1880er Jahren in Trockenperioden zur Bewässerung in der Landwirtschaft statt. Im Jahre 1908 wurde untersucht, ob aus der im Snowy River vorhandenen Wassermenge elektrische Energie für die neue australische Hauptstadt Canberra erzeugt werden kann. Der Staat New South Wales übertrug damals die Wassernutzungsrechte an die Engländer und an die Bundesregierung Australiens. Im Jahre 1944 wurde die Idee, aus dem Wasser des Snowy River Strom zu erzeugen, wieder aufgegriffen. Im Jahre 1947 wurde eine technische Kommission eingesetzt, welche die Nutzung des Snowy River untersuchen und projektieren sollte. Die technische Kommission entwickelte ein Projekt mit 16 Wasserwerken und einem 800 Kilometer langen offenen Kanal. 1949 erließ die Bundesregierung ein Gesetz, den Snowy Mountains Hydro-electric Power Act. Der Vorschlag der Kommission wurde auf das heutige Konzept reduziert. In der Folge entstanden neben der Stauanlage während der Bauzeit rund 1600 km Straßen, 10 Ortschaften und 100 Camps.

## Gesamtanlage

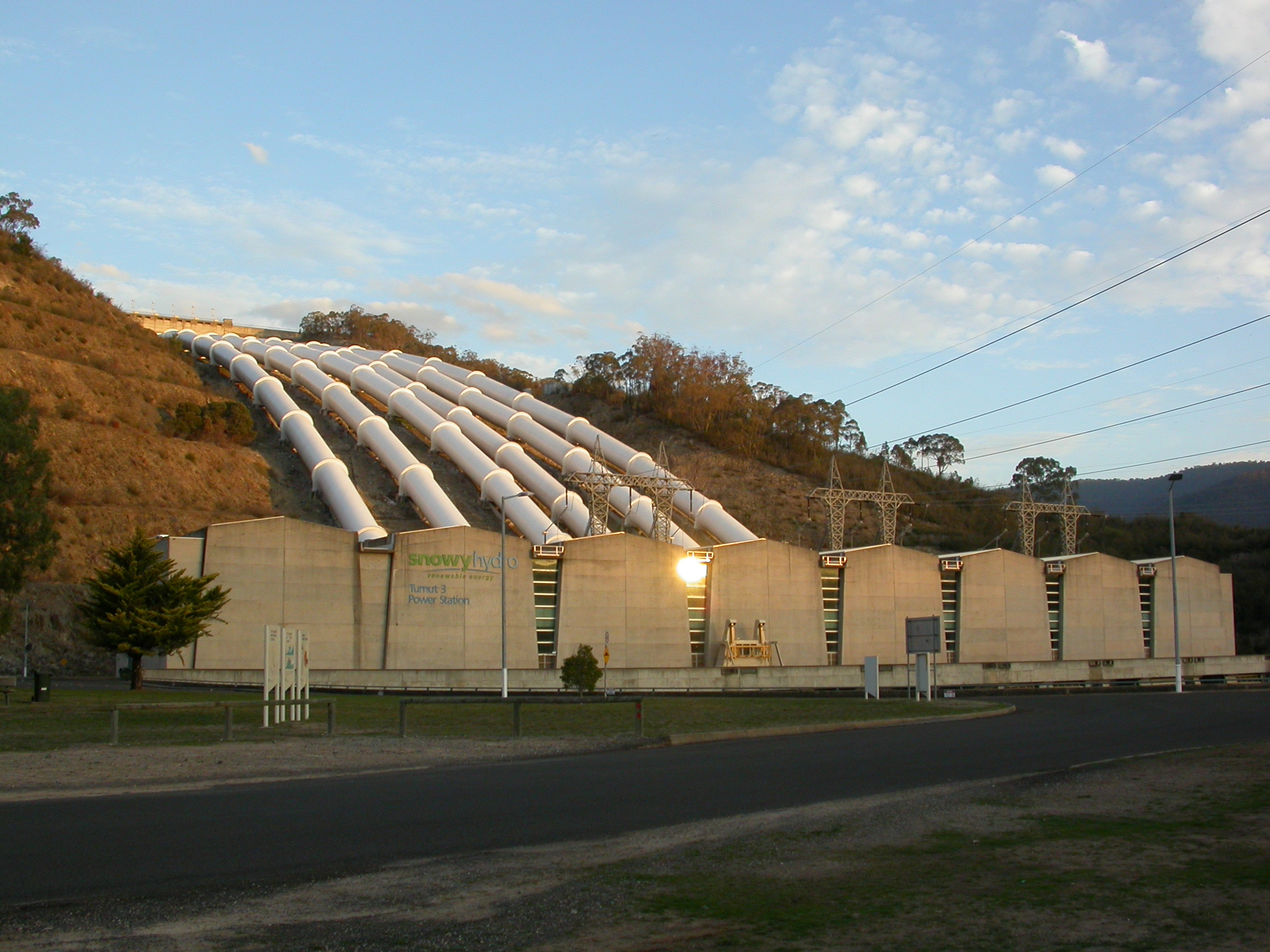
Das Tumut-3-Wasserkraftwerk ist das größte mit 1500 Megawatt Leistung

Die Snowy Mountains sind das Quellgebiet bedeutender Flüsse wie des Murray River, Murrumbidgee River und Snowy River. 1974 waren 145 km Tunnelstrecke, 80 km Aquädukte, 16 Staudämme sowie 7 Wasserkraftwerke fertiggestellt, darunter die drei Tumut-Wasserkraftwerke, wovon eines, die Tumut Power Station 3, eine Leistung von 1500 Megawatt hat. Von den Wasserkraftwerken sind zwei unterirdisch, die Tumit Power Stations 1 und 2, außerdem gibt es eine Pumpstation. Die Gesamtanlage ist ein Gebilde von insgesamt 225 Kilometern Tunneln, Pipelines und Aquädukten. Der größte Durchmesser des Eucumbene-Snowy-Tunnels liegt bei 6,35 Metern bei einer Länge von 23,5 Kilometern. Den größten Damm der Anlage stellt mit 162 Metern Höhe die Talbingo-Talsperre dar.
Das Gesamtprojekt ist eines der komplexesten stromerzeugenden Kraftwerke der Welt; allerdings sind lediglich zwei Prozent der Konstruktion an der Erdoberfläche sichtbar. Für seine Leistungen als Chefplaner der Gesamtanlage wurde William Hudson zum Ritter geschlagen.

## Ökonomie und Politik
Die Schneeberge umfassen etwa 7.000 km² Fläche und bieten damit ein großes wasserwirtschaftliches und hydroelektrisches Reservoir, mit dem 2500 km² landwirtschaftliche Fläche bewässert und 3.740 Megawatt Strom erzeugt werden können. Jährlich fließen durch die gesamte Anlage etwa 2.100 Billionen Liter Wasser.
Die Arbeiten an diesem Projekt begannen im Jahre 1949 und wurden nach 25 Jahren in 1974 beendet. Die Betreiberin der gesamten Anlage, die Snowy Hydro Scheme, war im Eigentum der Staaten New South Wales, Victoria und der Bundesregierung Australiens. Im Dezember 2005 erklärte die Regierung von New South Wales, dass sie ihren Anteil vom 58 Prozent am Eigentum des Snowy-Mountains-Systems verkaufen werde. Diesem Vorschlag folgten Viktoria und die Regierung Australiens.
In der Folge entstand in Australien eine Bewegung gegen den Verkauf. Erster Widerstand gegen die Pläne kam von den Mayors (Bürgermeister) des Cooma-Monaro Shire und Snowy River Shire sowie weiteren Persönlichkeiten in Jindabyne und Cooma, die Protestveranstaltungen in unmittelbarer Nähe zum Snowy-Mountains-System organisierten. Das Snowy River Shire Council erklärte als erstes Council, dass es gegen den Verkauf stimmen werde. Weitere 100 Bürgermeister von lokalen Councils in New South Wales schlossen sich an. Bekannte Politiker der Grünen, wie Bob Brown, der Unabhängigen sowie der National Party of Australia, wie zum Beispiel Senator Kay Hull, schlossen sich der Protestbewegung an, zu der auch Farmer, Konservative und gewöhnliche Bürger Australiens gehörten. Senator Brown brachte in das Bundesparlament einen Antrag ein mit dem Ziel, deutlich zu machen, dass ein Votum für den Verkauf gegen geltendes Recht verstoße und deswegen der Verkauf zu stoppen sei. Letztendlich erschien der Verkauf politisch nicht durchsetzbar, und die Bundesregierung gab durch Premierminister Howard am 2. Juni 2006 bekannt, dass sie nicht mehr beabsichtige, ihren Anteil von 13 % zu verkaufen. Damit war das Vorhaben gestoppt.

## Kulturelle Öffnung
Im Jahr 1949 wurde mit dem Bau in den Snowy Mountains begonnen und 100.000 Arbeiter eingestellt, von denen zwei Drittel aus dem Ausland kamen. Ergebnis des Bauprojekts war für Australien nicht nur eine bessere Versorgung mit Wasser und Elektrizität, sondern auch eine multikulturelle Öffnung des Landes nach dem Zweiten Weltkrieg. Zunächst ließen die Arbeiter aus dem Ausland ihre Familien zuhause in Europa, weil sie das Geld für ihre Familien sparen wollten. Der Bau der Anlage war gefährlich, mehr als 120 Bauarbeiter verunglückten während der gesamten Bauzeit tödlich.
Erste Anforderungen von 795 deutschen Arbeitskräfte durch die Snowy Mountains Authority wurden in einem Rundschreiben der Bundesstelle für das Auswanderungswesen in Bremen im Jahre 1951 bekannt gegeben. Die Bewerber wurden vor ihrer Abreise in Köln von vierzehn australischen Ärzten untersucht, mussten gesundheitlichen Anforderungen entsprechen und weniger als 45 Jahre alt sein. Am 1. April 1951 trafen 44 erste deutsche Immigranten mit dem Flugzeug in Australien ein und im folgenden Jahr wurden 750 speziell ausgebildete deutsche Facharbeiter bei der Snowy Mountains Authority beschäftigt, bereits im Jahr 1952 waren lediglich noch etwa 100. Sie hatten Zweijahresverträge erhalten und beklagten die Lebens-, Wohn- und Arbeitsbedingungen. Besonders negativ wurde empfunden, dass die ersten Arbeitsplätze fern der Zivilisation lagen und sie stets eng mit dem gleichen Personenkreis zusammenleben mussten. Erschwerend kam hinzu, dass die Australier mit ihrem englisch-puritanischen Lebensstil damals als einzigen arbeitsfreien Tag den Sonntag gewährten, an dem auch noch keine Tanz-, Kino- und andere Kulturveranstaltungen stattfanden. Im nächstgelegenen Ort der ersten Arbeiten – in Cooma – waren alle Lokalitäten Sonntag geschlossen.
Die Arbeiter kamen aus mehr als 30 Ländern wie England, Deutschland, Tschechoslowakei, Italien, Frankreich, den Vereinigten Staaten und Norwegen. In den 1950er sowie in den 1960er Jahren verfolgte die australische Immigrationspolitik Assimilationsziele. Die «neuen Australier», die am Stauwerk arbeiteten, sollten eine „truly British nation on this side of the world“ (wahrhafte britische Nation auf dieser Seite der Welt) bilden. Sie erhielten zwischen 1948 und 1983 nach fünf Jahren Aufenthalt in Australien Bürger- und Wahlrechte oder sie wurden naturalisiert. Für Australien war dieses Arbeitskräftepotential eine teilweise Umorientierung auf neue und andere kulturelle Einflüsse.

## Ökologie

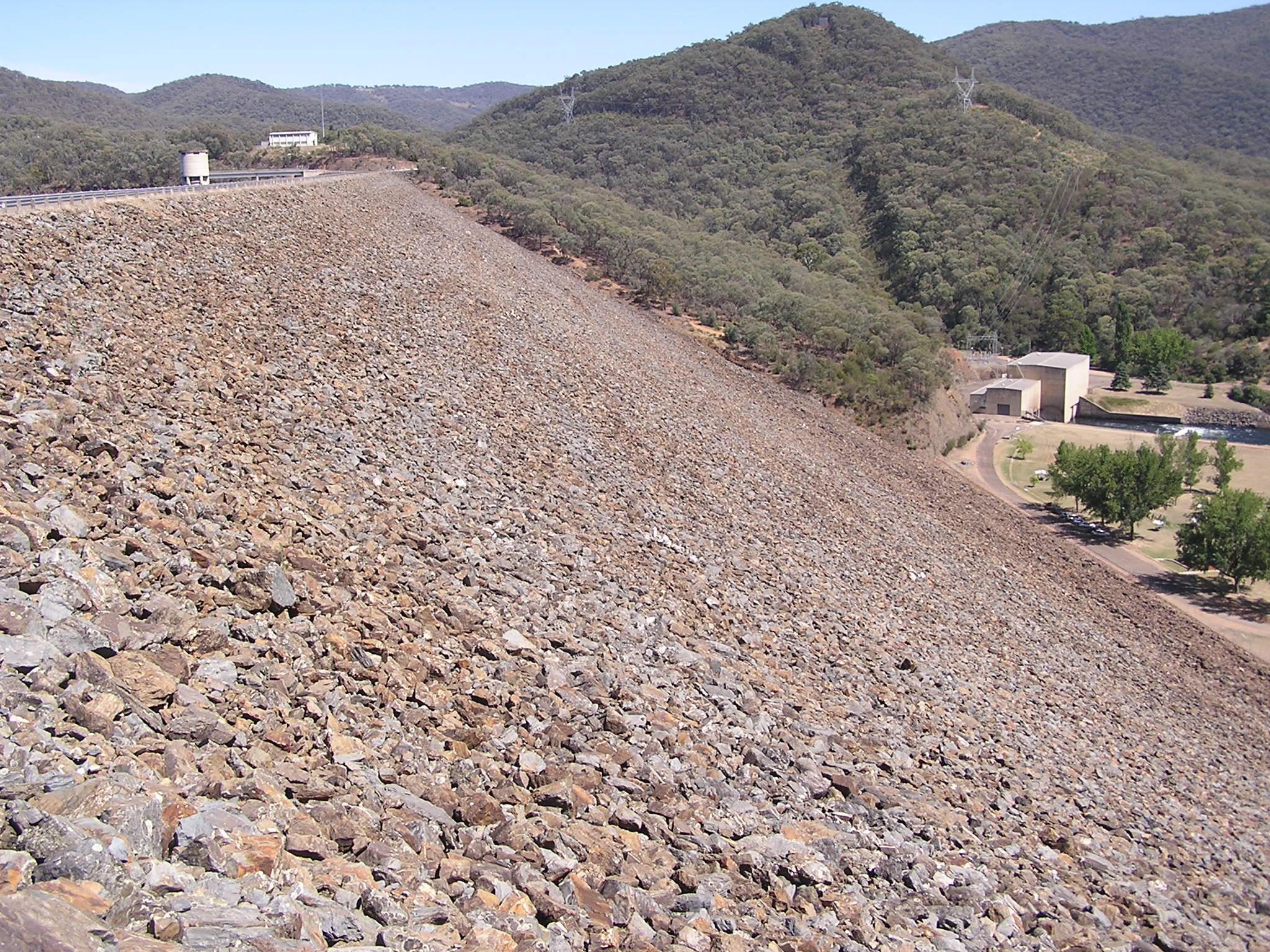
Staudamm des Blowering Dam

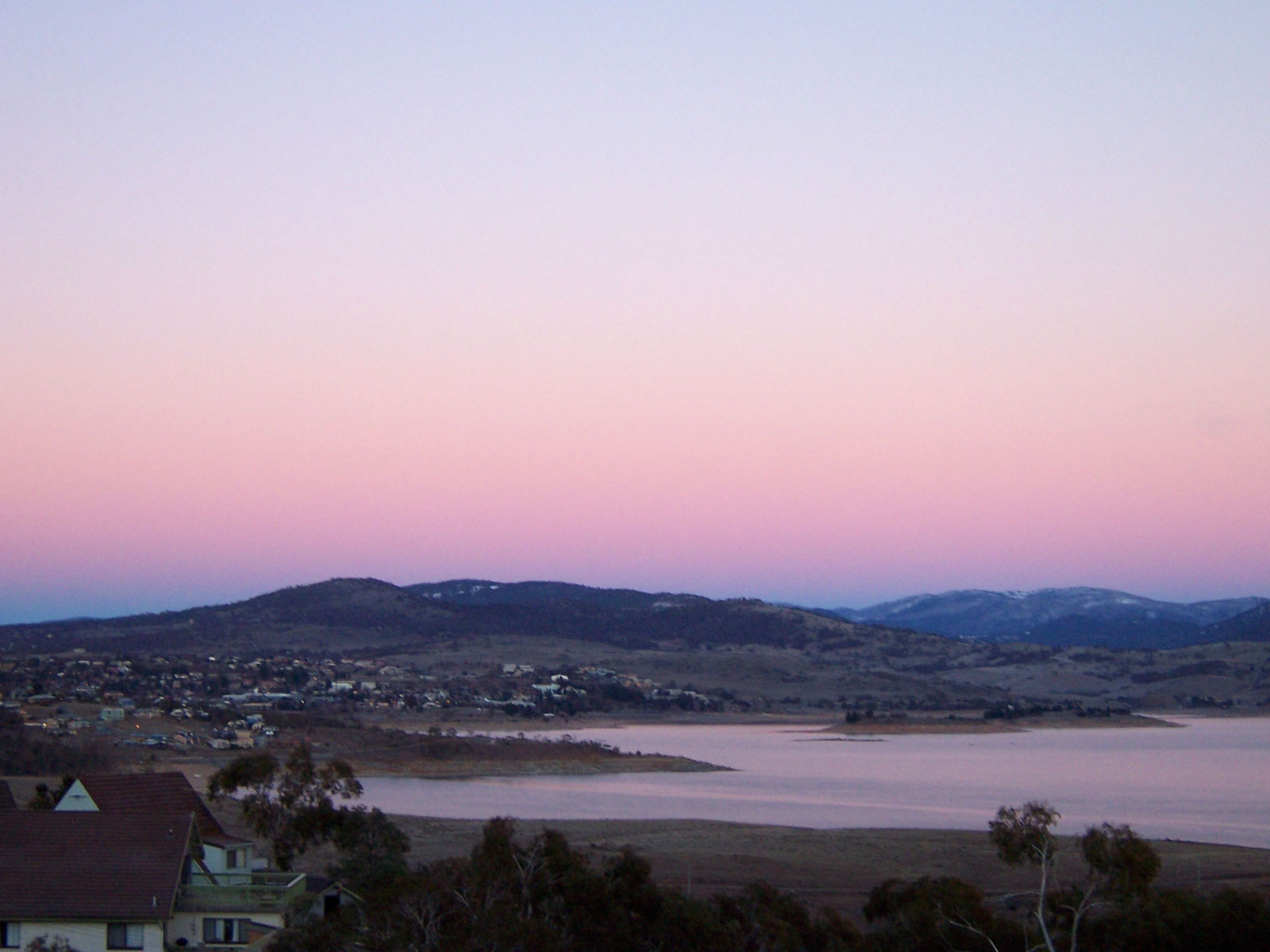
Jindabyne am Lake Jindabyne

Das Snowy-Mountains-System befindet sich im Kosciuszko-Nationalpark, und es war mit Naturveränderungen und Erosion zu rechnen. Obwohl die Energieerzeugung mit Wasserkraft naturschonend ist, haben Staudämme und die Bewässerungsmaßnahmen Folgen für Pflanzen und Tiere. Besonders gravierend ist die Auswirkung im Snowy-Mountains-System dort, wo lediglich ein Prozent des Wassers fließt, das vor dem Staudammbau floss, wie beispielsweise am Abfluss des Lake Jindabyne. Dort wurden die Farmer in ihrer Existenz bedroht, und ein Angeltourismus ist dort nicht mehr möglich. Nachdem sich in den 1990er Jahren eine Gruppe wie die Snowy River Alliance gebildet hatte und sich für die Wiederherstellung des Snowy Rivers einsetzte, reagierten die verantwortlichen Regierungen im Jahre 1998 und setzten eine Kommission ein, die die Kritik untersuchte. Die Regierungen von New South Wales und Victoria sicherten im Jahre 2000 zu, dass Maßnahmen zur Veränderungen eingeleitet werden, und es sollten 28 % Prozent (minimal 21 %) des Wassers bis zum Jahre 2010 wieder im Snowy River fließen.
Das geringe und wechselnde Wasservolumen hatte insbesondere negative Auswirkungen auf die Uferzonen. Durch Untersuchungen wurde auf einer Strecke von 75 Kilometern am Tumut River festgestellt, dass durch die Ufererosion etwa zwei Hektar Land je Kilometer Flusslänge seit dem Staudammbau verloren gingen. Die deutlichen Erosionserscheinungen der Ufer führen zu einer starken Beeinträchtigung des Ökosystems insbesondere für Fische und wirbellose Tiere. Des Weiteren wird durch das geringe Wasservolumen und den niedrigen Wasserstand die Filterung der Nährstoffe verändert, und durch die fehlende Uferbepflanzung kommt es zu einem geringeren Eintrag von Stoffen, die sich in Zweigen und Blättern befinden. Dies hat wiederum negative Auswirkungen auf die Nahrung der Fische und wirbellosen Tiere.
Der ursprüngliche Fischbestand wurde erheblich beeinträchtigt sowohl durch die niedrigen Wassertemperaturen als auch durch den Besatz des Sees mit Forellen, die dort nicht heimisch waren und nun den vorhandenen Fischbestand bejagen.
Einerseits sind durch den Bau der Staudämme riesige Flächen für Pflanzen und Tiere verloren gegangen, die nun von Staudämmen geflutet sind. Die Fläche, die das gesamte Snowy-Mountains-Systems bedeckt, beträgt etwa 5.000 km². Andererseits sind neue Orte und Farmen entstanden. Die Nutzung der Snowy Mountains und der Flüsse hat sich gravierend verändert, und es ist ein Gebiet für den Freizeittourismus entstanden, in dem Winter- und Wassersport betrieben, gewandert und geangelt werden kann.

## Baulichkeiten

### Haupt-Stauseen und Wasserreservoirs

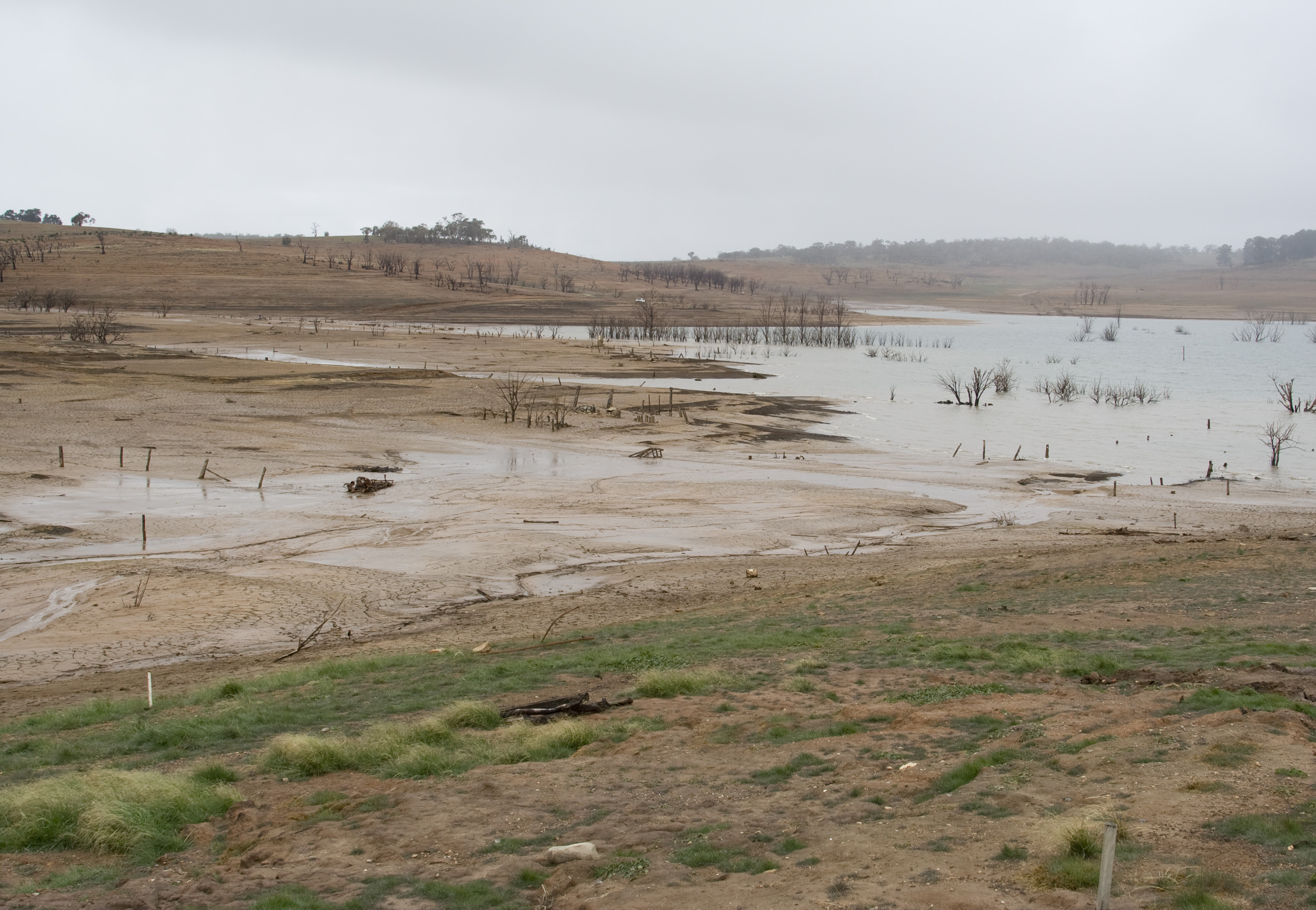
Holzpfostenfundamente des aufgelassenen Ortes Old Adaminaby im Lake Eucumbene bei niedrigem Wasserstand

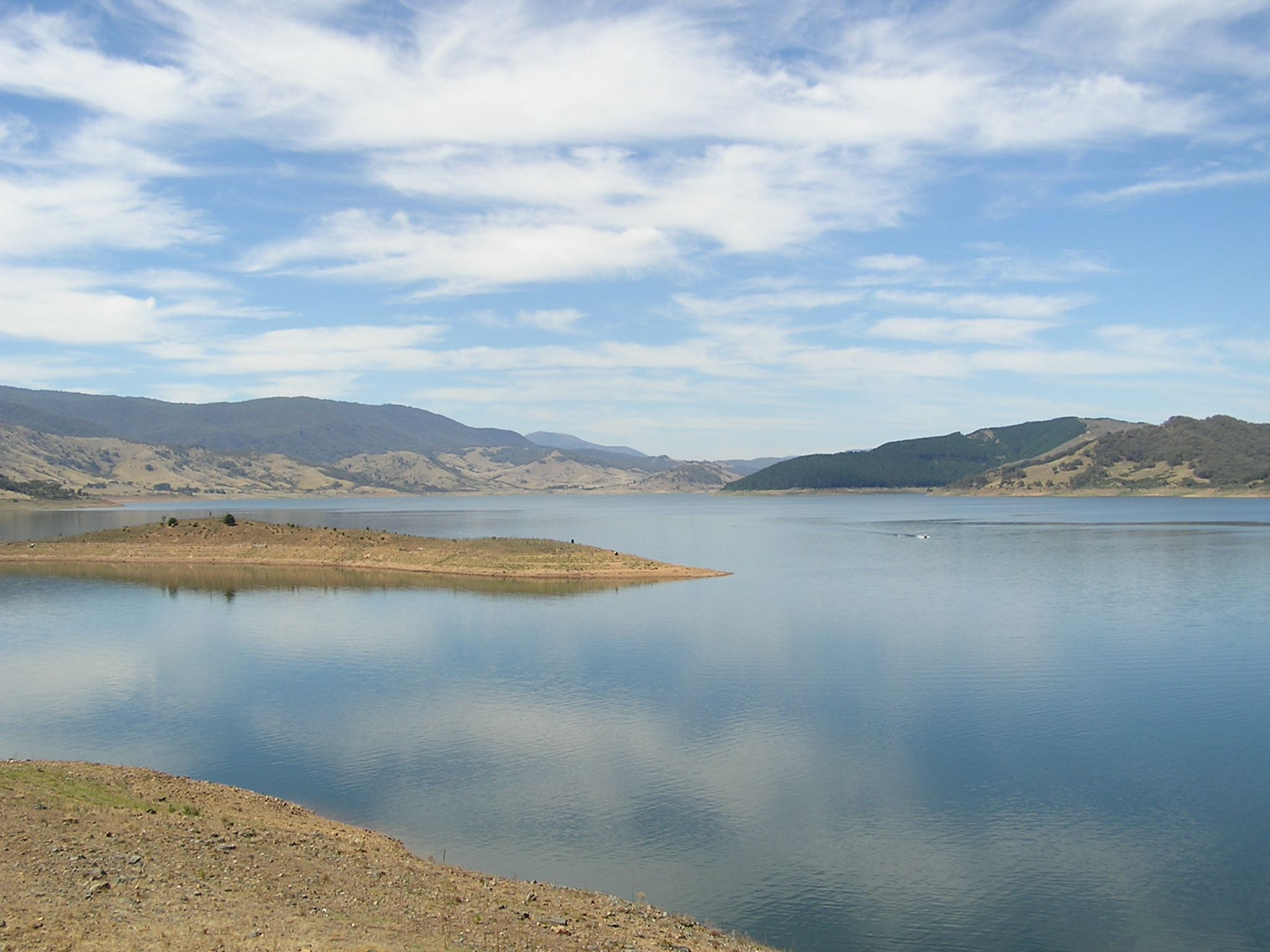
Der Stausee Blowering Dam

Nachfolgend sind die wichtigsten Staudämme aufgelistet, in der Klammer befindet sich das Jahr der Fertigstellung in chronologischer Reihenfolge:
- Guthega Dam (1955)
- Lake Eucumbene (1958)
- Tumut Pond Reservoir (1959)
- Happy Jacks Pondage (1959)
- Tumut Pond Reservoir (1959)
- Tantangara-Staudamm (1960)
- Tumut 2 (1961)
- Tooma Reservoir (1961)
- Deep Creek (1961)
- Island Bend (1965)
- Khancoban (1966)
- Geehi (1966)
- Blowering Dam (1968)
- Lake Jindabyne (1967)
- Jounama (1968)
- Murray 2 (1968)
- Talbingo Reservoir (1970) (der größte Stausee)[13]

### Wasserkraftwerke

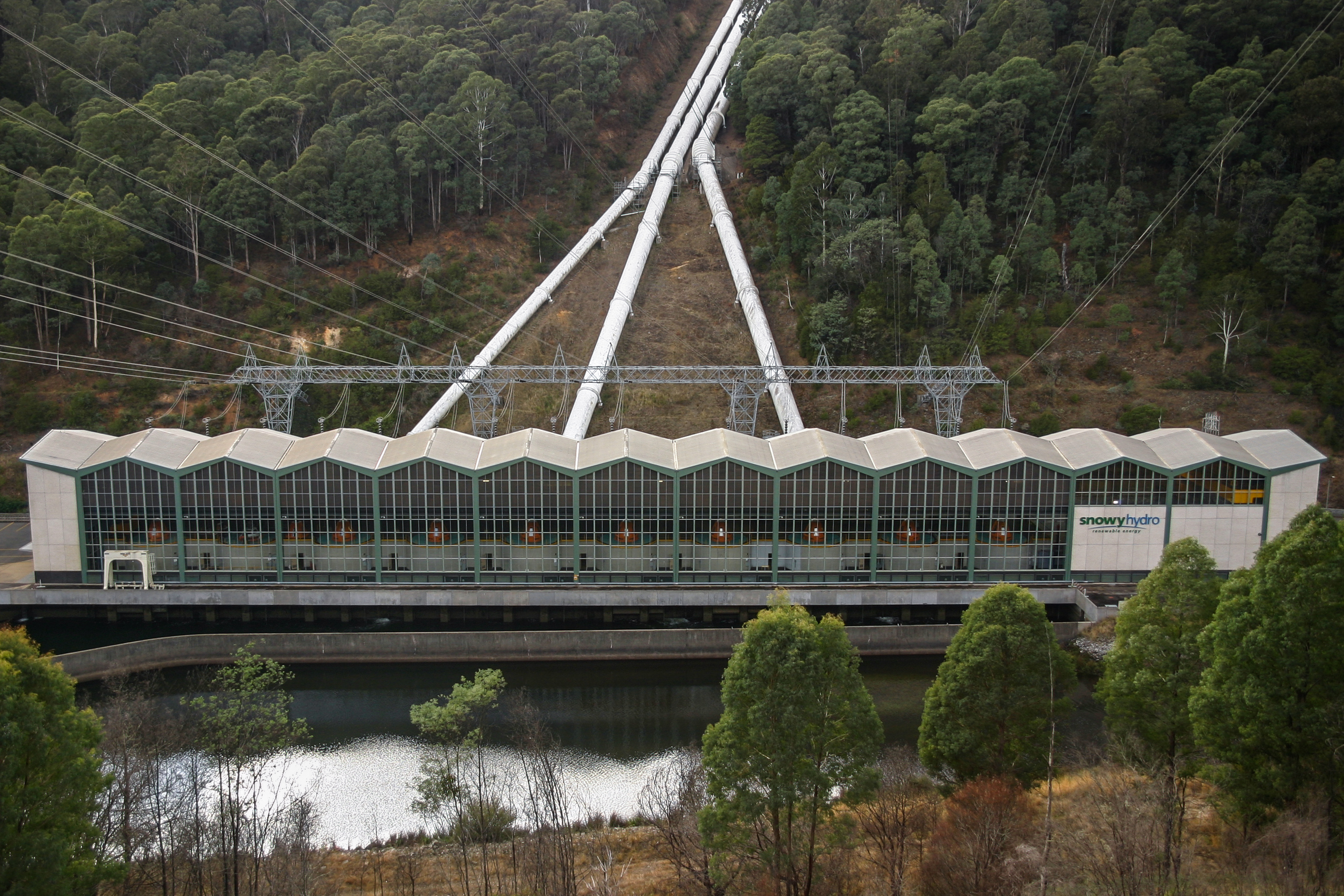
Murray 1 Power Station

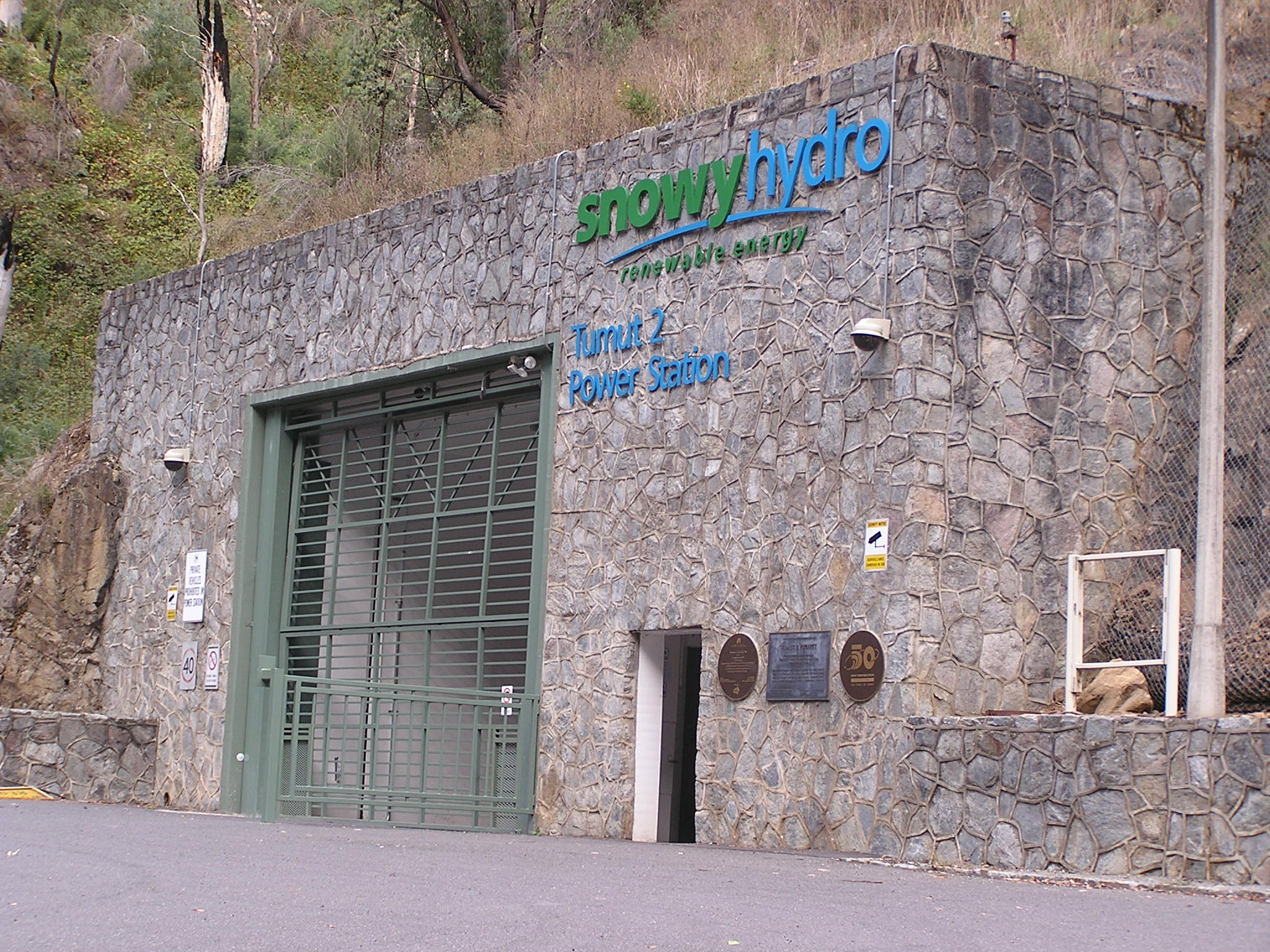
Eingang zur Tumut Power Station 2

Das größte Wasserkraftwerk ist die Tumut Power Station 3. Es sind sieben Wasserkraftwerke in Betrieb, die nachfolgend in zeitlicher Reihenfolge des Entstehens und mit ihrer Leistung in Megawatt aufgelistet sind.
- Guthega Power Station, (Leistung 60 MW) (1955)
- Tumut Power Station 1, (Leistung 330 MW) (1959)
- Tumut Power Station 2, (Leistung 286 MW) (1961)
- Blowering Power Station, (Leistung 80 MW) (1967)
- Murray 1 Power Station, (Leistung 950 MW) (1967)
- Murray 2 Power Station, (Leistung 550 MW) (1969)
- Tumut Power Station 3, (Leistung 1500 MW) (1974)[14]

### Haupttunnel
Die größten Haupttunnel, durch die das Wasser geleitet wird, sind hier aufgeführt:
- Eucumbene Snowy (23,5 km), Durchmesser 6,35 m
- Eucumbene Tumut (22,2 km), Durchmesser 6,9 m
- Murrumbidgee Eucumbene (21,9 km), Durchmesser 3,91 m
- Snowy-Geehi (14,5 km), Durchmesser 6,3 m
- Tooma-Tumut (14,3 km), Durchmesser 3,7 m
- Jindabee-Island Bend (9,9 km), Durchmesser 3,95 m[4]